# Artstetten-Pöbring
Artstetten-Pöbring je městys v okrese Melk v Dolních Rakousích. Žije zde přibližně 1 200 obyvatel.

## Geografie
Artstetten-Pöbring leží v jižní části Waldviertelu (Lesní čtvrti) na Dunaji v Dolních Rakousích. Plocha území městyse je 27,27 kilometrů čtverečních, z toho 42,56 % plochy je zalesněno.

### Katastrální území
Městys sestává z katastrálních území
- Aichau
- Artstetten
- Dölla
- Fritzelsdorf
- Hart
- Hasling
- Lohsdorf
- Nussendorf
- Oberndorf
- Pöbring
- Payerstetten
- Pleißing
- Schwarzau
- Trennegg
- Unterbierbaum

## Historie
Ve starověku byla oblast součástí provincie Noricum. Artstetten byl v roce 1407 nazýván vesnicí a poprvé roku 1691 trhovou vsí. Dolnorakouská obec měla dějiny stejně proměnlivé jako dějiny celého Rakuska. Městys vznikl sloučením osad Artstetten, Fritzelsdorf, Nussendorf, Harth, Pöbring a Payerstetten.

### Vývoj počtu obyvatel
- 1971 1148
- 1981 1143
- 1991 1170
- 2001 1178

## Politika
Při obecních volbách konaných v roce 2010 bylo 19 křesel v obecním zastupitelstvu rozděleno podle získaných mandátů takto:
- ÖVP 15
- SPÖ 4 [2]

Starostou městyse je Karl Höfer, vedoucí kanceláře Annemarie Hackl.

### Starostové Arstettenu
- 1945–1955 (?) Maximilian Hohenberg
- 1950 (?) –1966 Heribert Kienberger (ÖVP)

### Starostové Artstetten-Pöbringu
- 1966–1975 Heribert Kienberger (ÖVP)
- Karl Höfer

### Obecní znak
Na štítu je zobrazena »Orlice na šikmo rozděleném černo-červeném podkladu.«

## Pamětihodnosti
- Zámek Artstetten s hrobkou následníka trůnu arcivévodu Františka Ferdinanda (1863-1914)
- Farní kostel Pöbring, dřívější románská zámecká kaple, částečně barokizovaná

## Hospodářství a infrastruktura
Nezemědělských pracovišť bylo v roce 2001 33 a zemědělských a lesnických pracovišť bylo v roce 1999 133. Počet výdělečně činných osob při sčítání lidu v roce 2001 bylo 506, tj. 43,88 %.